# Виртуальная консоль

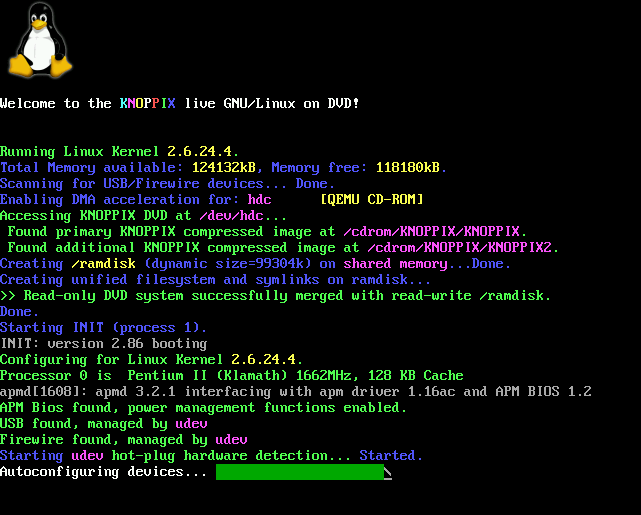
Виртуальная консоль, отображающая сообщения загрузки Knoppix

Виртуальная консоль (virtual console) VC — также известная, как виртуальный терминал (virtual terminal) VT — оболочка командной строки в текстовой среде, которая доступна локально в интерфейсе пользователя. Возможен одновременный доступ к нескольким виртуальным консолям. Является особенностью некоторых Unix-подобных операционных систем, таких как Linux, BSD, illumos, UnixWare, и macOS в которых системная консоль компьютера может быть использована для переключения между несколькими виртуальными консолями для получения доступа к отдельным пользовательским интерфейсам. Первые виртуальные консоли появились по крайне мере еще в Xenix и Concurrent CP/M в 1980-x.
В консоли Linux и на других платформах, обычно первые 6 виртуальных консолей предоставляют текстовый терминал с приглашением для входа в командную оболочку Unix. Графическая система обычно запускается в 7 виртуальной консоли (tty7), хотя это зависит от конфигурации. В ОС Linux, пользователь переключается между виртуальными консолями с помощью нажатия клавиши Alt вместе с функциональной клавишей — например, Alt + F1 для доступа к виртуальной консоли номер 1. Alt + ← для доступа к предыдущей виртуальной консоли и Alt + → для доступа к следующей виртуальной консоли. Для переключения с графической системы X Window System или Wayland работает Ctrl + Alt + F1. (Следует заметить, что пользователь может переопределить эти, заданные по умолчанию, комбинации клавиш.)